# Percival Christopher Wren
Percival Christopher Wren (Deptford, 1 november 1875 – Amberley, 22 november 1941) was een Brits schrijver van voornamelijk avonturenromans  die vooral bekend werd door zijn boek Beau Geste een typerend boek over het Franse vreemdelingenlegioen.
- Biblioteca Nacional de España: XX1721512
- Bibliothèque nationale de France: cb128823045 (data)
- Catàleg d'autoritats de noms i títols de Catalunya: 981058515060006706
- Gemeinsame Normdatei: 1055111115
- International Standard Name Identifier: 0000 0001 1062 1271
- Library of Congress Control Number: no96014381
- Bibliotheek van het Japanse parlement: 00527456
- Nationale Bibliotheek van Tsjechië: kup19970000112721
- Nationale Bibliotheek van Israël: 987007285051505171
- Nederlandse Thesaurus van Auteursnamen: 071767126
- SNAC: w64x9v5c
- Système universitaire de documentation: 117381772
- Trove: 1017578
- Virtual International Authority File: 51280181
- WorldCat: E39PBJkHv3w9jfwqmF3WRMBkjC